# Dolichocis yuasai
Dolichocis yuasai is een keversoort uit de familie houtzwamkevers (Ciidae). De wetenschappelijke naam van de soort werd in 1941 gepubliceerd door Chûjô.